# Sèvre Nantaise
Die Sèvre Nantaise ist ein Fluss in Frankreich, der in den Regionen Nouvelle-Aquitaine und Pays de la Loire verläuft. Sie entspringt in rund 210 Metern Höhe im Gemeindegebiet von Le Beugnon, entwässert generell in nordwestlicher Richtung und mündet nach rund 142 Kilometern in Nantes als linker Nebenfluss in einen Seitenarm der Loire.
Sie ist nicht mit der Sèvre Niortaise zu verwechseln, welche ihre Quelle etwa 40 Kilometer weiter südöstlich hat, in Ost-West-Richtung fließt und nördlich von La Rochelle in die Biskaya mündet. Die beiden namensähnlichen Flüsse gaben dem Département Deux-Sèvres (deutsch: Zwei Sèvres) den Namen.

## Schifffahrt
Die schiffbare Strecke reicht von der Mündung in die Loire bis zum Ort Monnières hinauf und ist 21,5 Kilometer lang. Auch der große linke Nebenfluss auf diesem Abschnitt, die Maine, wurde auf einer Strecke von 5,5 Kilometern Länge wieder schiffbar gemacht und bildet mit der Sèvre Nantaise ein gemeinsames Revier. Es gibt hier keine Berufsschifffahrt mehr, die Flüsse werden für kleine Sportboote instand gehalten. 
Seit 1992 gibt es bei der Mündung in Nantes ein modernes Gezeiten-Wehr. Diese Konstruktion hält den Wasserstand bis zur Schleuse Vertou konstant, was Vorteile für die Schifffahrt, die Umwelt und die Instandhaltung dieses Flussabschnittes mit sich bringt, der vorher von den Gezeiten abhängig und den Schlickablagerungen der Loire ausgesetzt war. Die Schleuse Vertou hat Abmessungen von 31,50 × 5,50 Meter, der zulässige Tiefgang beträgt 1,20 Meter.

## Durchquerte Départements
- Deux-Sèvres, Region Nouvelle-Aquitaine
- Vendée, Region Pays de la Loire
- Maine-et-Loire, Region Pays de la Loire
- Loire-Atlantique, Region Pays de la Loire

## Orte am Fluss
- Moncoutant
- La Forêt-sur-Sèvre
- Cerizay
- Saint-Laurent-sur-Sèvre
- Mortagne-sur-Sèvre
- Le Longeron
- La Bruffière
- Boussay
- Cugand
- Clisson
- Gorges
- La Haie-Fouassière
- Vertou
- Nantes